# Siphiwo Ntshebe
Siphiwo Ntshebe (* 1974 in Port Elizabeth, Südafrika; † 25. Mai 2010 ebenda) war ein südafrikanischer Opernsänger (Tenor).

## Leben
Aufgewachsen in New Brighton, einem Vorort von Port Elizabeth, heute Teil der Metropolgemeinde Nelson Mandela Bay, kam Ntshebe schon als kleines Kind durch seine Eltern in Kontakt mit klassischer Musik und Opern. Ein weiterer früher Einfluss war sein Großvater, der in der Ostkap-Provinz als Geistlicher tätig war. Erste Auftritte als Sänger hatte er in kleineren Opern und Singspielen, die sein Vater für die Kirche seiner Gemeinde schrieb. Seine Gesangsausbildung begann er als Jugendlicher im Schulchor. Mit 16 sang er erstmals mit einem Opernorchester in Port Elizabeth, woraufhin er ein Stipendium für die Ausbildung im Chor der Universität Kapstadt erhielt. Es folgten Stipendien für ein Young Artists Programme am Queensland Performing Arts Centre im australischen Brisbane und 2004 für ein postgraduales Studium am Royal College of Music in London im Vereinigten Königreich, das er 2007 abschloss.
In der Folge stand Ntshebe unter anderem im Vereinigten Königreich, in weiteren Ländern Europas und in Südafrika als Tenor auf der Bühne. Anlässlich der Fußball-Weltmeisterschaft in Südafrika sollte er bei der Eröffnungsfeier am 11. Juni 2010 im Soccer-City-Stadion in Johannesburg sein Lied Hope vortragen. An den Aufnahmen zum gleichnamigen Debüt-Soloalbum war auch Nelson Mandela mit einer gesprochenen Botschaft beteiligt. Ntshebe starb kurz vor der Fertigstellung in seiner Heimatstadt an Meningitis.

## Diskografie
- 2010: Hope